# Alma asz-Szab
Alma asz-Szab (arab. علما الشعب) – wieś położona w jednostce administracyjnej Kada Tyr, w Dystrykcie Południowym w Libanie.

## Położenie
Wioska Alma asz-Szab jest położona na wysokości 380 metrów n.p.m. na północnych zboczach grzbietu górskiego Reches ha-Sulam (361 m n.p.m.), którym przebiega granica libańsko-izraelska. Okoliczne wzgórza są w większości zalesione. Teren opada w kierunku północno-zachodnim ku wybrzeżu Morza Śródziemnego. W otoczeniu Alma asz-Szab znajdują się miasto An-Nakura, oraz wioski Szama i Butajszijja. Na zachód od wioski znajduje się główne dowództwo międzynarodowych sił rozjemczo-obserwacyjnych UNIFIL. Na południowy wschód od wioski, przy granicy jest położony posterunek obserwacyjny UNIFIL. Po stronie izraelskiej są położone miejscowość Szelomi, kibuce Kefar Rosz ha-Nikra, Chanita i Adamit, oraz arabska wioska Aramisza.

### Podział administracyjny
Alma asz-Szab jest położone w jednostce administracyjnej Kada Tyr, w Dystrykcie Południowym Libanu.

## Historia
Po I wojnie światowej w 1918 roku wioska weszła w skład francuskiego Mandatu Syrii i Libanu, który formalnie powstał w 1923 roku. W 1941 roku powstał Liban, który został uznany dwa lata później. W 1946 roku wycofały się ostatnie wojska francuskie. Podczas wojny domowej w Mandacie Palestyny w 1948 roku w rejonie wioski stacjonowały siły Arabskiej Armii Wyzwoleńczej, atakujące pozycje żydowskie na terenie dawnego brytyjskiego Mandatu Palestyny. Z powodu bliskości granicy izraelskiej, Alma asz-Szab cierpiała podczas kolejnych wojen izraelsko-arabskich. Podczas wojny libańskiej w 1982 roku wioskę zajęli Izraelczycy. Do 2000 roku Alma asz-Szab znajdowała się w izraelskiej „strefie bezpieczeństwa” utworzonej w południowym Libanie. Po 1985 roku stacjonowały tutaj siły Armii Południowego Libanu. Po wycofaniu się w 2000 roku Izraelczyków, rejon wioski zajęły siły Hezbollahu. Prowadzona przez tę organizację wojna z Izraelem była przyczyną II wojny libańskiej w 2006 roku. Na wioskę Alma asz-Szab spadły wówczas bomby, powodując duże zniszczenia.

## Gospodarka
Lokalna gospodarka opiera się na rolnictwie.